# Layla Fourie
Pour plus de détails, voir Fiche technique et Distribution.
Layla Fourie est un thriller germano-sud-africano-franco-néerlandais coécrit et réalisé par Pia Marais, sorti en 2013.

## Synopsis
Layla, l'employée d'un casino sud-africain, est soupçonnée de meurtre.

## Fiche technique
- Titre original : Layla Fourie
- Réalisation : Pia Marais
- Scénario : Horst Markgraf et Pia Marais
- Direction artistique : Petra Barchi
- Décors : Sam Ramusuku
- Costumes : Maleen Nokel
- Montage : Chris Teerink
- Musique : Bachar Khalifé
- Photographie : Andre Chemetoff
- Son : Herman Pieëte
- Production : Christoph Friedel et Claudia Steffen
- Sociétés de production : DV8 Films, Cinéma Defacto, Pandora Film, Spier Films, Topkapi Films et WDR
- Sociétés de distribution :  Real Fiction
- Pays d’origine :  Allemagne,  Afrique du Sud,  France,  Pays-Bas
- Budget :
- Langue : anglais
- Durée :
- Format : couleur - 35 mm - 2.35:1 -  Son Dolby numérique
- Genre : thriller
- Dates de sortie
- Allemagne : février 2013 (Berlinale 2013)
- France : 2014

## Distribution
- Rayna Campbell : Layla Fourie
- August Diehl : Eugene Pienaar
- Jeroen Kranenburg
- Rapulana Seiphemo : Sipho Khumalo
- Jeanne Balibar
- Yûho Yamashita : Suzy
- Gérard Rudolf : Van Niekerk

## Distinctions

### Récompenses
- Festival international du film de femmes de Salé 2013 : Prix de l’interprétation Féminine pour Rayna Campbell
- Berlinale 2013 : Mention spéciale du jury (sélection officielle)

### Nominations
- Festival du film de Sydney 2013 : sélection « Features »